# ジョン・ミルトン・ナイルズ

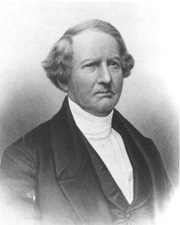
ジョン・ミルトン・ナイルズ

ジョン・ミルトン・ナイルズ（英: John Milton Niles, 1787年8月20日 - 1856年5月30日）は、アメリカ合衆国の弁護士、政治家、作家。1840年から1841年まで第12代アメリカ合衆国郵政長官を務めた。

## 生い立ちと家族
1787年、ナイルズはコネチカット州ウィンザー（Windsor, Connecticutにおいて、モーゼズ・ナイルズ（Moses Niles, 1752年 - 1789年）とナオミ・マーシャル（Naomi Marshall, 1757年 - 1830年）の息子として誕生した。ナイルズは公立学校で教育を受け、その後法律を勉強した。ナイルズは1817年に弁護士として認可を受け、コネチカット州ハートフォードで弁護士業を開業した。

## 州での活動

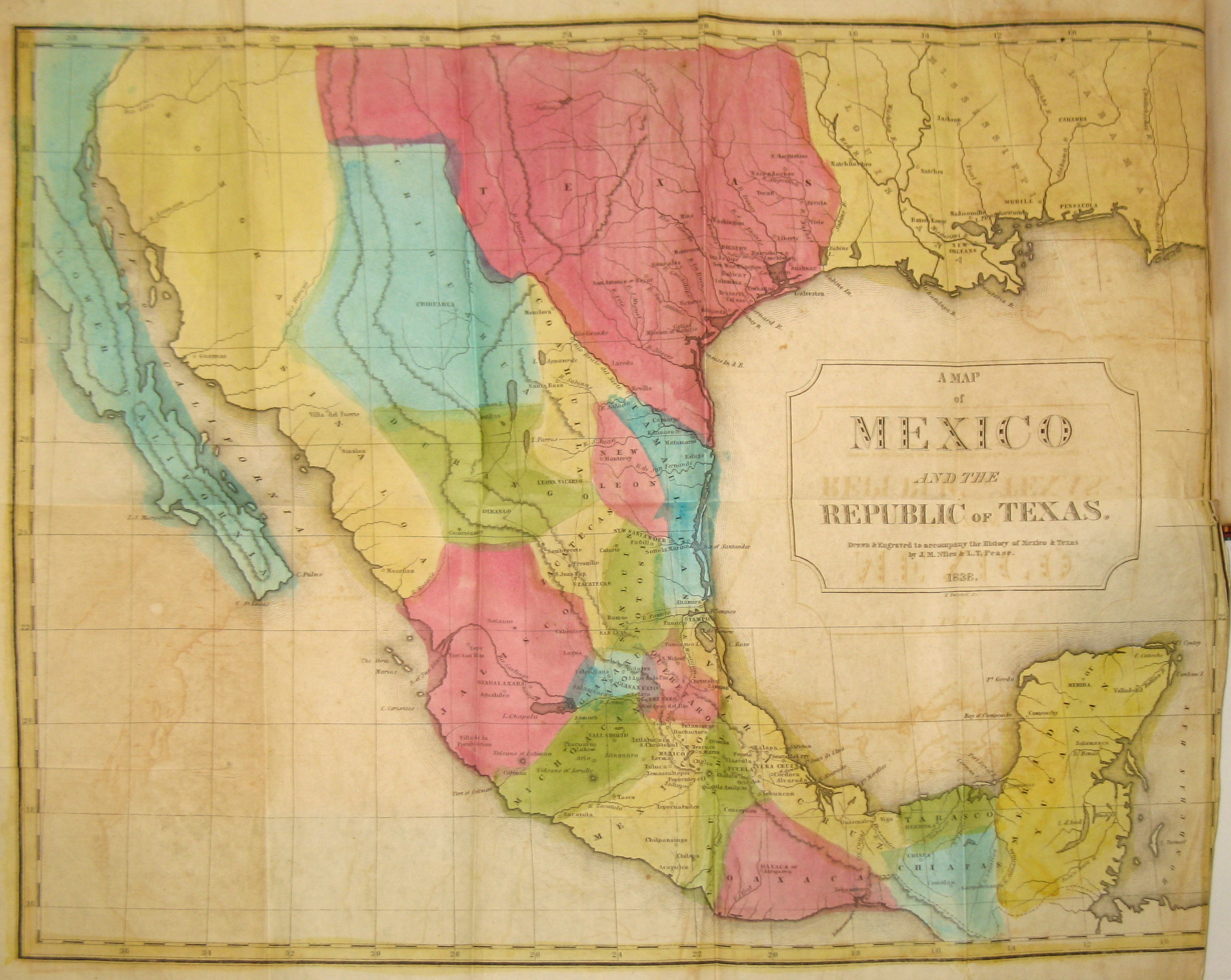
Niles, Map of Mexico and the Republic of Texas, 1838

ナイルズはハートフォードで新聞社を設立し、「ハートフォード・ウィークリー・タイムズ」を発行した。ナイルズは編集者として、以後30年以上にわたって記事を書き続けた。
ナイルズは民主党で活動し、州権主義を支持した。1820年、ナイルズはハートフォード郡裁判所の陪席裁判官として任命された。ナイルズは翌1821年に着任し、1826年に辞任した。
1826年、ナイルズはコネチカット州下院議員に選出された。1827年、ナイルズは合衆国上院議員に立候補したが、敗北した。ナイルズはハートフォードにおいて1829年から1826年まで郵便局長を務めた。

## 最初の合衆国上院議員
1835年、コネチカット州選出の合衆国上院議員ネイサン・スミスが死去したことに伴い、民主党は後任としてナイルズを指名した。ナイルズは任期末の1839年3月まで合衆国上院議員を務めた。ナイルズは1838年の合衆国上院議員選挙で再選を目指したが、敗北した。ナイルズは合衆国議会において製造委員会の委員長を務めた。
ナイルズは1839年と1840年にコネチカット州知事選挙に立候補したが、いずれもウィリアム・エルスワースに敗れた。

## 合衆国郵政長官
1840年、ナイルズはマーティン・ヴァン・ビューレン大統領から郵政長官に任命された。ナイルズはヴァン・ビューレン大統領の任期満了となる1841年まで郵政長官を務めた。

## 2度目の合衆国上院議員
1843年、ナイルズは合衆国上院議員に再選された。だが健康的理由によりナイルズは1844年4月30日まで議会に出席することができず、上院議員就任の宣誓をしたのは1844年5月16日のことであった。ナイルズは1849年の任期満了まで上院議員を務めた。再選には失敗した。ナイルズは合衆国議会において製造委員会の委員長を務めた。臨時歳出会計監査委員会と郵政委員会の委員長を務めた。

## 晩年
ナイルズは1851年から1852年までヨーロッパで過ごした。そしてその後は園芸に時間を費やした。
1856年、ナイルズはコネチカット州ハートフォードで死去した。ナイルズの遺体はハートフォード市内のオールド・ノース墓地に埋葬された。ナイルズは自身の図書館をコネチカット歴史協会に遺贈し、また遺産7万ドルを慈善基金の設立に充てさせた。

## 業績
- The Life of Oliver Hazard Perry (1820)
- The Connecticut Civil Officer (1823)
- A View of South America and Mexico, Comprising Their History, the Political Condition, Geography, Agriculture, Commerce, & c. of the Republics of Mexico, Guatemala, Columbia, Peru, the United Provinces of South America and Chile, with a Complete History of the Revolution, in Each of These Independent States (two volumes, 1826)
- History of South America and Mexico: Comprising Their Discovery, Geography, Politics, Commerce and Revolutions (two volumes, 1838)